# 5519 Lellouch
5519 Lellouch è un asteroide della fascia principale. Scoperto nel 1990, presenta un'orbita caratterizzata da un semiasse maggiore pari a 3,1664727 UA e da un'eccentricità di 0,0336708, inclinata di 6,71811° rispetto all'eclittica.